# Virtuelle Datentastatur

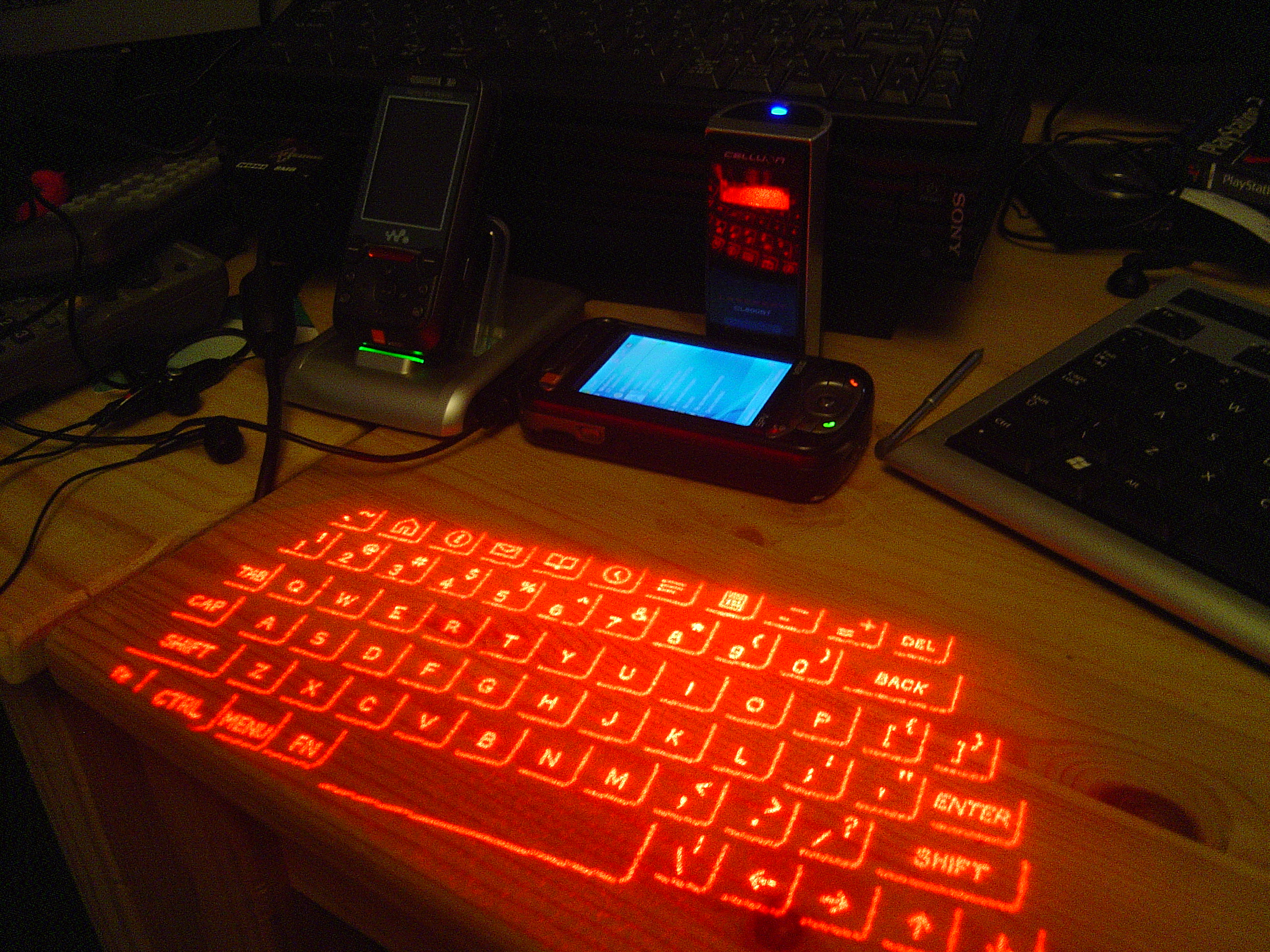
Beispiel

Eine virtuelle Datentastatur oder Laser-Tastatur ist physisch nicht anfassbar. Die Tasten werden mittels Laser auf jegliche Oberfläche projiziert und können auch an diese Größenverhältnisse angepasst werden. Ein Infrarot-Sensor ermittelt die Position der Finger. Das Funktionsprinzip baut auf den Eigenschaften des Lichts auf. Da es eine bestimmte Zeit benötigt, um sich auszubreiten, kann die Entfernung von Objekten berechnet werden. Anhand dieser Berechnungen wird eine 3-dimensionale Abbildung der Umgebung erstellt. Die Auswertung der Abbildung wird durch entsprechende Software realisiert. Einsatz finden solche Tastaturen zum Beispiel auf Smartphones und Personal Digital Assistants (PDAs), da diese meist über keine physische Tastaturen verfügen und eine Tastatur wenig physischen Platz wegnehmen soll, um handlicher zu sein.